# Campeonato Europeu de Atletismo em Pista Coberta de 2013 - Salto triplo masculino
A prova do salto triplo masculino do Campeonato Europeu de Atletismo em Pista Coberta de 2013 foi disputada entre os dias 1 e 2 de março de 2013 no Scandinavium em Gotemburgo, Suécia.

## Recordes
Antes desta competição, os recordes mundiais e do campeonato nesta prova eram os seguintes:
|                       | Nome         | Nacionalidade | Distância | Local | Data               |
| --------------------- | ------------ | ------------- | --------- | ----- | ------------------ |
| Recorde mundial       | Teddy Tamgho | França        | 17m 92cm  | Paris | 6 de março de 2011 |
| Recorde do campeonato | Teddy Tamgho | França        | 17m 92cm  | Paris | 6 de março de 2011 |
| Recorde europeu       | Teddy Tamgho | França        | 17m 92cm  | Paris | 6 de março de 2011 |

## Medalhistas
| Ouro                | Prata                | Bronze                 |
| Daniele Greco (ITA) | Ruslan Samitov (RUS) | Aleksey Fyodorov (RUS) |

## Cronograma
Todos os horários são locais (UTC+2).
| Data       | Hora  | Evento       |
| ---------- | ----- | ------------ |
| 1 de março | 11:40 | Qualificação |
| 2 de março | 17:25 | Final        |

## Resultados

### Qualificação
Qualificação: 16,90m (Q) ou os 8 melhores qualificados (q). 

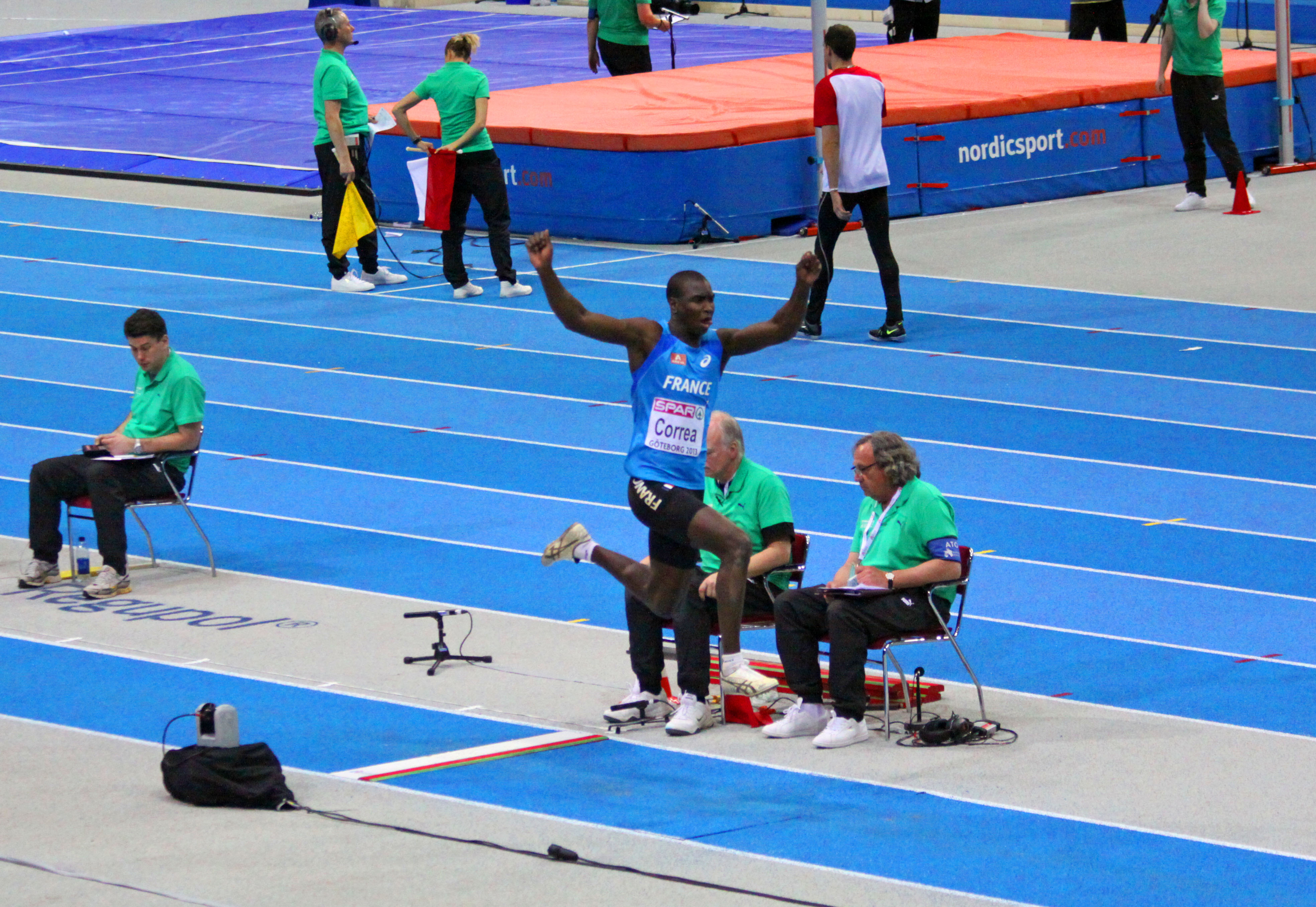
Harold Correa da França, terminou em quinto lugar na final.

| Posição | Atleta              | Nacionalidade | #1    | #2    | #3    | Resultados | Notas |
| ------- | ------------------- | ------------- | ----- | ----- | ----- | ---------- | ----- |
| 1       | Daniele Greco       | Itália        | 16.94 |       |       | 16.94      | Q     |
| 2       | Aleksey Fyodorov    | Rússia        | 16.47 | 16.82 | —     | 16.82      | q     |
| 3       | Harold Correa       | França        | 15.71 | 16.76 | —     | 16.76      | q     |
| 4       | Fabian Florant      | Países Baixos | 16.44 | 16.69 |       | 16.69      | q     |
| 5       | Viktor Kuznyetsov   | Ucrânia       | 16.68 | 16.35 | 16.43 | 16.68      | q     |
| 6       | Ruslan Samitov      | Rússia        | 16.46 | 16.50 | 16.66 | 16.66      | q     |
| 7       | Zlatozar Atanasov   | Bulgária      | x     | 15.92 | 16.66 | 16.66      | q     |
| 8       | Karl Taillepierre   | França        | 16.11 | 15.40 | 16.62 | 16.62      | q     |
| 9       | Georgi Tsonov       | Bulgária      | 16.35 | 16.31 | 16.58 | 16.58      |       |
| 10      | Benjamin Compaoré   | França        | 16.14 | 15.97 | 16.48 | 16.48      |       |
| 11      | Vladimir Letnicov   | Moldávia      | x     | 16.41 | 16.46 | 16.46      |       |
| 12      | Vicente Docavo      | Espanha       | 16.46 | 16.38 | 13.62 | 16.46      |       |
| 13      | Aliaksei Tsapik     | Bielorrússia  | 16.39 | 15.76 | 16.45 | 16.45      |       |
| 14      | Michele Boni        | Itália        | 16.33 | 16.43 | 15.10 | 16.43      |       |
| 15      | Viktor Yastrebov    | Ucrânia       | 16.12 | 16.37 | x     | 16.37      |       |
| 16      | Dimitrios Tsiamis   | Grécia        | 15.78 | 15.77 | 16.28 | 16.28      |       |
| 17      | José Emilio Bellido | Espanha       | 16.24 | x     | 15.72 | 16.24      |       |
| 18      | Yevhen Semenenko    | Ucrânia       | 16.10 | 16.09 | 16.20 | 16.20      |       |
| 19      | Yochai Halevi       | Israel        | 15.60 | 15.70 | 16.19 | 16.19      |       |
| 20      | Lasha Torgvaidze    | Geórgia       | 15.35 | x     | x     | 15.35      |       |
| 21      | Darius Aučyna       | Lituânia      | 15.27 | 15.06 | 15.17 | 15.27      |       |
| 22      | Marian Oprea        | Roménia       |       |       |       | DNS        |       |

### Final
A final foi realizada às 17:25 no dia 2 de março de 2013.  

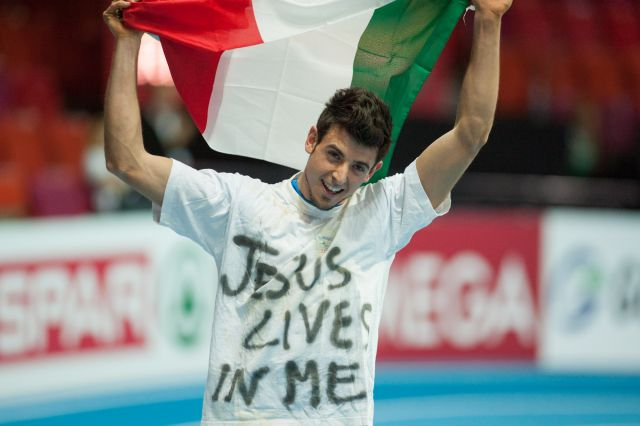
Daniele Greco, o vencedor do evento.

| Posição           | Atleta            | Nacionalidade | #1    | #2    | #3    | #4    | #5    | #6    | Resultados | Notas               |
| ----------------- | ----------------- | ------------- | ----- | ----- | ----- | ----- | ----- | ----- | ---------- | ------------------- |
| Medalha de ouro   | Daniele Greco     | Itália        | 17.00 | x     | 17.15 | 17.70 | —     | x     | 17.70      | Melhor marca do ano |
| Medalha de prata  | Ruslan Samitov    | Rússia        | 16.51 | x     | 16.97 | x     | 17.30 | 17.03 | 17.30      | Recorde pessoal     |
| Medalha de bronze | Aleksey Fyodorov  | Rússia        | x     | 16.93 | 17.12 | 16.78 | 16.83 | 16.72 | 17.12      | Recorde pessoal     |
| 4                 | Viktor Kuznyetsov | Ucrânia       | 16.64 | 16.87 | x     | 16.53 | 17.02 | 16.58 | 17.02      | Recorde pessoal     |
| 5                 | Harold Correa     | França        | 16.64 | 16.78 | 16.92 | x     | 16.40 | 16.56 | 16.92      |                     |
| 6                 | Karl Taillepierre | França        | x     | 16.60 | x     | 16.16 | 16.43 | 16.72 | 16.72      |                     |
| 7                 | Zlatozar Atanasov | Bulgária      | 16.08 | x     | 16.57 | 16.48 | x     | 16.11 | 16.57      |                     |
| 8                 | Fabian Florant    | Países Baixos | 16.55 | 16.52 | 16.44 | x     | x     | 15.70 | 16.55      |                     |

Legenda
| Recorde mundial       | Recorde mundial (World record)               |                       | Recorde africano                      | Recorde africano (African) |                                           | Q | Classificado por posição (Qualified) |
| Recorde do campeonato | Recorde do campeonato (Championship record)  | Recorde da América    | Recorde da América (Americas)         | q                          | Classificado por melhor tempo (Qualified) |   |                                      |
| Melhor marca do ano   | Melhor marca do ano (World leading)          | Recorde asiático      | Recorde asiático (Asian)              | DNS                        | Não largou (Did not start)                |   |                                      |
| Recorde nacional      | Recorde nacional (National record)           | Recorde europeu       | Recorde europeu (European)            | DNF                        | Não terminou (Did not finish)             |   |                                      |
| Recorde pessoal       | Recorde pessoal do atleta (Personal best)    | Recorde da Oceania    | Recorde da Oceania (Oceania)          | DSQ / DQ                   | Desclassificado (Disqualified)            |   |                                      |
| Recorde da temporada  | Recorde da temporada do atleta (Season best) | Recorde sul-americano | Recorde sul-americano (South America) | NM                         | Sem marca (No mark)                       |   |                                      |